# DTA Combo
DTA Combo je francoski ultralahki tricikel, ki ga je zasnoval Dominique Corriera, proizvaja pa ga podjetje DTA sarl iz Montélimarja. Combo je zasnovan v skladu s pravili Fédération Aéronautique Internationale kategorija microlight.
Combo ima tricikel pristajalno podvozje, dva tandem sedeža in odprt kokpit.

## Specifikacije (Combo FC 912 S Magic)
Podatki iz Bayerl
Splošne značilnosti
- Posadka: 1 pilot
- Število sedežev: 1 potnik
- Razpon kril: 9,4 m (30 ft 10 in)
- Površina kril: 12,0 m2 (129 sq ft)
- Teža praznega letala: 243 kg (536 lb)
- Bruto teža: 472,5 kg (1.042 lb)
- Kapaciteta goriva: 70 L (15 imp gal; 18 US gal)
- Pogon letala: 1 × Rotax 912ULS 4-valjni 4-taktni protibatni motor, 75 kW (101 hp)
- Propelerji: št. lopatic: 3 composite

Zmogljivost
- Maks. hitrost: 160 km/h (99 mph; 86 kn)
- Potovalna hitrost: 130 km/h (81 mph; 70 kn)
- Hitrost pri porušitvi vzgona: 58 km/h (36 mph; 31 kn)
- Jadralno število: 10:1
- Hitrost vzpenjanja: 5,5 m/s (1.080 ft/min)
- Obremenitev kril: 39,4 kg/m2 (8,1 lb/sq ft)